# Dubrava (gmina Knić)
Dubrava (cyr. Дубрава) – wieś w Serbii, w okręgu szumadijskim, w gminie Knić. W 2011 roku liczyła 125 mieszkańców.